# Elżbieta Stefańska

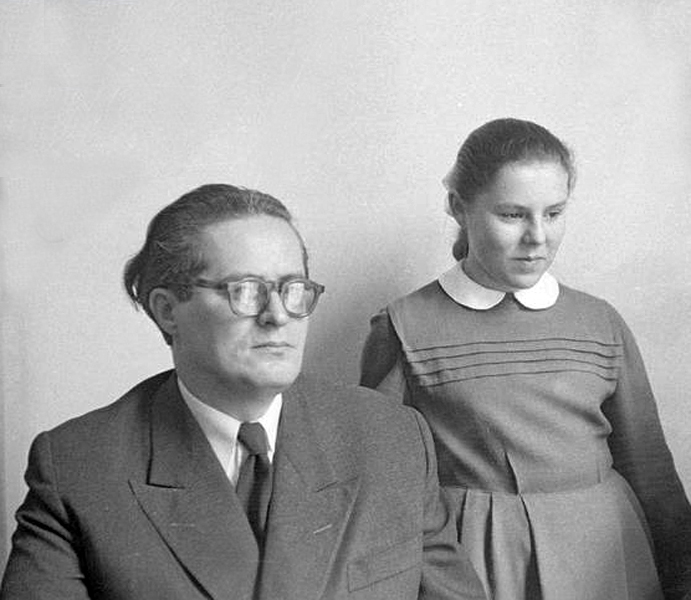
Ludwik Stefański z córką Elżbietą, 1956 rok

Elżbieta Stefańska-Kłyś (ur. 7 września 1943 w Krakowie) – polska klawesynistka i pedagog, profesor sztuki, córka pianistów Haliny Czerny-Stefańskiej i Ludwika Stefańskiego.
Odznaczona Krzyżem Oficerskim Orderu Odrodzenia Polski (2001) oraz Srebrnym (2008) i Złotym (2018) Medalem „Zasłużony Kulturze Gloria Artis”.

## Życiorys

### Wykształcenie i praca pedagogiczna
W młodości uczyła się gry na klawesynie pod kierunkiem Janiny Wysockiej-Ochlewskiej, a następnie ukończyła studia w Państwowej Wyższej Szkole Muzycznej w Krakowie w klasie Hansa Pischnera z Berlina. Swe umiejętności doskonaliła na kursach mistrzowskich w Sienie i Weimarze. W 1982 uzyskała tytuł profesora. W latach 1981–1990 była kierowniczką Katedry Klawesynu i Instrumentów Dawnych w Akademii Muzycznej w Krakowie. Prowadzi również kursy mistrzowskie.

### Kariera muzyczna
Jest laureatką Konkursu Muzyki Dawnej w Łodzi (1964) i Międzynarodowego Konkursu Muzycznego w Genewie (1965). Dzięki tym sukcesom rozpoczęła międzynarodową karierę. Koncertowała w wielu krajach Europy (w Anglii, Austrii, Bułgarii, Czechach, Hiszpanii, Holandii, Niemczech, Rosji, Rumunii, Słowacji, Szwajcarii, Szwecji, na Węgrzech, Litwie, Łotwie, Ukrainie, we Francji i Włoszech), Azji (w Iranie, Japonii, Korei Południowej i na Tajwanie) oraz w USA.
Brała udział jako juror w konkursach muzycznych, m.in. Międzynarodowym Konkursie Klawesynowym w Monachium (1970), Konkursie Pianistycznym w Tajpej (1990), Międzynarodowym Konkursie Bachowskim w Lipsku (1992) i Międzynarodowym Konkursie Klawesynowym w Warszawie (1993).
Dokonała nagrań dla wytwórni Polskie Nagrania „Muza”, EMI, Decca Records, Fonit Centra. Dla Pony Canyon (Tokio) nagrała 6 płyt z 18 sonatami Wolfganga Amadeusa Mozarta na fortepianie z czasów kompozytora. Dla tej samej firmy nagrała również utwory Johanna Sebastiana Bacha.